# Motz
Motz település Franciaországban, Savoie megyében. Lakosainak száma 467 fő (2022. január 1.). Motz Anglefort, Serrières-en-Chautagne, Lornay, Seyssel és Vallières-sur-Fier községekkel határos.

## Népesség
A település népességének változása:
| Lakosok száma | 420  | 432  | 441  | 437  | 435  | 435  | 436  | 451  | 467  |
|               | 2013 | 2015 | 2016 | 2017 | 2018 | 2019 | 2020 | 2021 | 2022 |